# Ernesto Lecuona
Ernesto Lecuona   (Guanabacoa, 6 d'agost de 1896 - Santa Cruz de Tenerife, 29 de novembre de 1963) va ser un intèrpret i compositor cubà que destacà en la composició de sarsueles i contribuí a la creació d'un subgènere típicament cubà, i de música per al cinema.

## Biografia
Fill d'un periodista espanyol que es va radicar a Cuba, va començar a estudiar piano sota la tutela de la seua germana Ernestina. Va ser un infant prodigi, i oferí el seu primer recital als cinc anys. Als tretze anys va compondre la seua primera obra: marxa two step titulada Cuba y America per a banda de música.
Va estudiar en el Peyrellade Conservatoire amb Antonio Saavedra i Joaquim Nin. Es va graduar en el Conservatori Nacional de L'Havana amb una medalla d'or en interpretació quan tenia 16 anys. Fora de Cuba va començar la seua carrera a l'Aeolian Hall (Nova York) i va continuar els seus estudis a França amb Maurice Ravel. Ell va introduir la primera orquestra llatina en els Estats Units.
Junt amb Gonzalo Roig i Rodrigo Prats, forma la trilogia més important de compositors del teatre líric cubà i en especial de la sarsuela. L'aportació més important de Lecuona al gènere teatral és la fórmula definitiva de la romança cubana. Entre les seues obres destaquen les sarsueles Canto Siboney, Damisela Encantadora, Diablos y Fantasias, El Amor del Guarachero, El Batey (1929), El Cafetal, El Calesero, El Maizal, La Flor del Sitio, Tierra de Venus (1927), María la O (1930) i Rosa la China (1932); les cançons Canto Carabalí, La Comparsa i Malagueña (1933), pertanyent a la seua suite Andalucia; les seues obres per a dansa, Danza de los Ñáñígos i Danza Lucumí; l'òpera El Sombrero de Yarey, la Rapsodia Negra per a piano i orquestra, així com la seua Suite Española.
Aquest any (1933) va tindre un fort plet amb Luis Arcaraz per la cançó Sortilegio que ell anomenà Siempre en mi corazón. No aclarant-se la procedència de la melodia, els tribunals decidiren que Arcaraz percebés els drets d'autor a Iberoamèrica i Lecuona a la resta del món.
Amb les seues sarsueles més importants, Ernesto Lecuona va establir l'estil de la sarsuela cubana. Algunes de les sarsueles ací mencionades són les úniques produccions llatinoamericanes que s'han integrat en els repertoris a Espanya. L'any 1942 la seua composició Siempre en mi corazón va ser nominada per a l'Oscar a la millor cançó original; perdent només davant de White Christmas.
L'any 1960, profundament descontent amb el govern de Fidel Castro, Lecuona es va traslladar a Tampa. En les dècades que van seguir, la historiografia musical cubana, sota pressió del partit oficialista, no ha tingut en compte la significació social i cultural de Lecuona. No obstant això, el seu amic i col·laborador artístic Orlando Martínez i el pianista i musicòleg cubà Odilio Urfé, han dedicat importants esforços a la recollida i difusió de l'obra de Lecuona.
Tres anys més tard va morir a Santa Cruz de Tenerife, Illes Canàries, durant unes vacances per a conéixer la terra natal dels seus pares. Les seues restes descansen en el cementeri de Gate of Heaven, a Hawthorne, Nova York.

## Obres

### Sarsuela
- 1927 Tierra de Venus
- 1929 El Cafetal - llibret: Gustavo Sánchez Galarraga
- 1929 El Batey - llibret: Gustavo Sánchez Galarraga
- 1930 María la O - llibret: Gustavo Sánchez Galarraga
- 1932 Rosa la China - llibret: Gustavo Sánchez Galarraga
- 1934 Julián el Gallo - llibret: Gustavo Sánchez Galarraga
- 1935 Lola Cruz - llibret: Gustavo Sánchez Galarraga
- 1937 Sor Inés - llibret: Antonio Castells i Francisco Meluzá Otero
- 1941 Cuando la Habana era inglesa - llibret: Antonio Castells i Francisco Meluzá Otero
- 1941 La plaza de la Catedral - llibret: Francisco Meluzá Otero
- Niña Rita o La Habana de 1830 (en col·laboració amb Eliseo Grenet) llibret: Antonio Castells i Aurelio Riancho
- El Calesero
- El Maizal
- Canto Siboney
- Damisela Encantadora
- Diablos y Fantasias
- El Amor del Guarachero
- La Flor del Sitio

### Música cinematogràfica
- Under Cuban Skies, MGM (1931)
- Free Soul, MGM (1931)
- Susana Lenox, MGM (1931)
- Pearl Harbor, MGM
- La Cruz y La Espada, MGM
- Always in My Heart, Warner Bros. (1942)
- One More Tomorrow, Warner Bros. (1946)
- Carnival in Costa Rica, 20th Century Fox (1947)
- Maria La O (Pel·lícula Mexicana)
- Adiós, Buenos Aires (Pel·lícula Argentina)
- La Última Melodía (Pel·lícula Cubana)

### Piano
- Suite Andalucía
  - Córdova/Córdoba
  - Andaluza
  - Alhambra
  - Gitanerías
  - Guadalquivir
  - Malagueña
  - San Francisco El Grande
  - Ante El Escorial
  - Zambra Gitana
  - Aragonesa
  - Granada
  - Valencia Mora
  - Aragón

### Valsos
- Si menor (Rococó)
- La bemoll
- Apasionado
- Crisantemo
- Vals Azul
- Maravilloso
- Romántico
- Poético

### Cançons
- Lamento del africano, que popularitzà el cantant Antonio Lugo Machín
- Zapateo y Guajira
- Rapsodia Negra
- Canto del Guajiro
- La Habanera
- Tres miniaturas
- Polichinela
- Bell Flower
- Cajita de música
- Mazurka en glissado
- Preludio en la noche
- Diario d'un niño
- Yumurí
- Zenaida
- Benilde
- No me olvides
- Melancolía
- Orquídeas
- La primera en la frente
- La Comparsa
- El tanguito de mamá (també anomenada A la antigua)
- La danza interrumpida
- La mulata
- Arabesque
- Ella y yo
- La Cardenense
- Al fin te vi
- Impromptu
- Los Minstrels
- Gonzalo, ¡no bailes más!
- ¡Que risa me da! Mi abuela bailaba así
- ¡No hables más!
- No puedo contigo
- ¡Echate pa'llá María!
- Ahí viene el chino
- ¿Por qué te vas?
- Lola está de fiesta
- En tres por cuatro
- Danza Lucumí
- ¡Y la negra bailaba!
- La conga de medianoche
- Danza de los Ñáñigos
- Yo soy así
- Pensaba en ti
- Dame tu amor
- Amorosa
- Mis tristezas
- Como baila el muñeco
- Futurista
- Burlesca
- Mientras yo comía maullaba el gato
- La 32
- ¡Y sigue la lloviznita!
- El miriñaque
- Eres tú el amor
- Andar
- Muñequita
- Tú serás
- Negrita
- Aquí está
- Melancolía
- Lloraba en sueños
- Negra Mercé
- La negra Lucumí